# Square Gontran-Labrégère
Le square Gontran-Labrégère est un square d'Angoulême.

## Situation et accès
Rénové en 2012, il est situé dans le quartier Saint-Cybard à proximité d’une crèche et de l’école Mario-Roustan ainsi que de deux autres écoles primaires. 

## Historique
Gontran Labrégère (1922-1941) a été jeune apprenti à la fonderie de Ruelle. Lors de l'occupation allemande en 1940, il voit les chaînes de montage envoyées en Allemagne, et en ressent un sentiment de révolte. A l'aide d'un camarade Jean-Jacques Rivière, il tente de mettre le feu à un convoi militaire en gare d'Angoulême, mais se fait prendre. Jugé et condamné à mort pour l'exemple, il est fusillé le 12 octobre 1941 au stand de tir du stade des Trois-Chênes à l'âge de 19 ans, faisant de lui le premier résistant fusillé de la Charente. Son compagnon fut déporté en Allemagne. Un monument est érigé à Gontran Labrégère en 1946 dans le quartier de Saint-Cybard où il a vécu avec sa mère et son frère, près de la place Mulac. Une rue porte aussi son nom dans ce même quartier.
En 2012, à la demande du comité du quartier, le square est rénové par la mairie d'Angoulême en ajoutant une aire de jeux pour enfants en son milieu, pour un budget de 15 000 euros. L'aménagement est réalisé et inauguré courant de l'année 2013. La mairie a souhaité des jeux métalliques ou de couleurs sobres pour mieux s'intégrer dans le paysage urbain.
Plusieurs jeux ont été installés dont un trébuchet, un tourniquet, un hamac... Ces mêmes jeux ont été installés également au square Kennedy situé près de l'Hotel de ville d'Angoulême.

Les jeux pour enfants seront disposés dans un cercle central et la véritable pelouse sera remplacée par de la pelouse synthétique. Également, plusieurs vieux rosiers seront plantés sur une pergola de couleur noire.